# Lepisorus amaurolepidus
Lepisorus amaurolepidus là một loài thực vật có mạch trong họ Polypodiaceae. Loài này được (Sledge) Bir & Trikha miêu tả khoa học đầu tiên năm 1971.